# José Carlos Loureiro

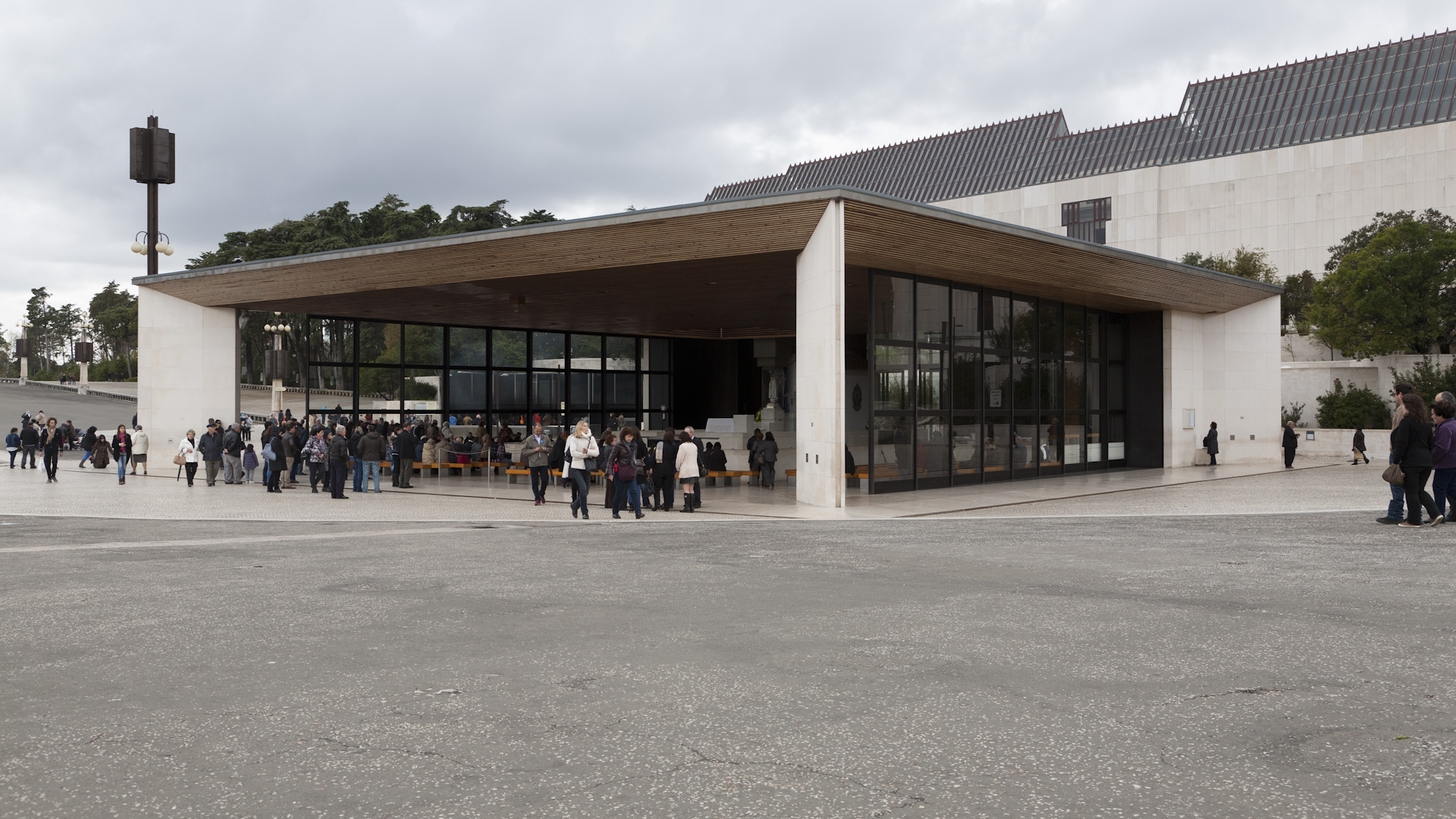
Edifício da Capelinha das Aparições, Santuário de Fátima, 1980-82

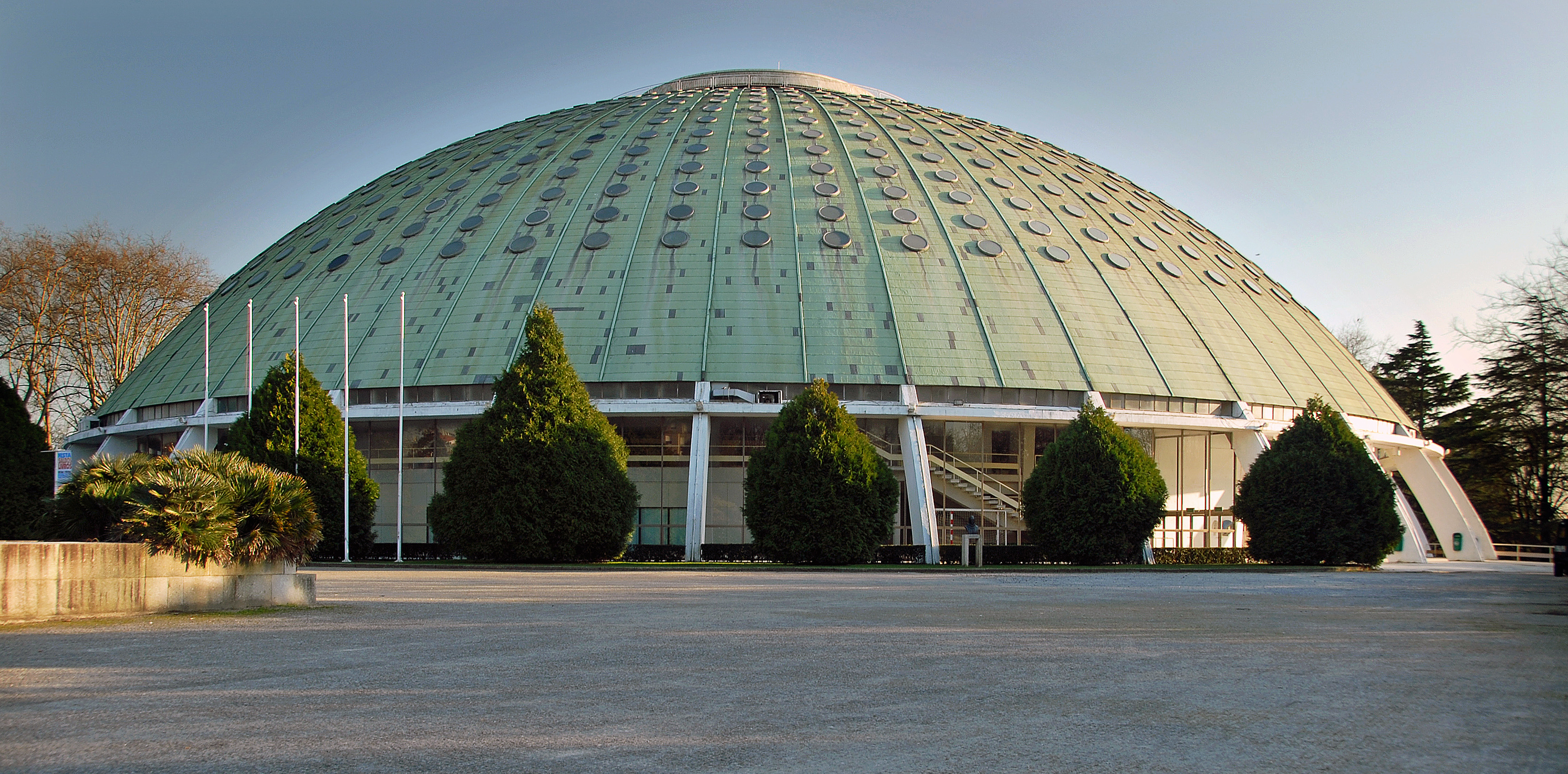
Pavilhão dos Desportos, Porto

José Carlos Loureiro (Covilhã, 2 de Dezembro de 1925 – Valbom, Gondomar, 30 de agosto de 2022) foi um arquiteto português, figura destacada no seio da terceira geração de arquitetos modernistas.

## Biografia
Até 1972, foi assistente da cadeira de Arquitetura e, depois, docente na Escola Superior de Belas-Artes do Porto, onde se licenciara com uma tese denominada "Azulejo na Arquitectura". A sua intensa atividade como arquiteto foi variada e abrangeu vários projetos e estudos para habitação, renovação urbana, construção de edifícios comerciais e de serviços e planeamento urbanístico.
De entre os diversos trabalhos realizados ou iniciados na sua longa vida de arquiteto, destacam-se os seguintes: o Edifício Parnaso e o Pavilhão dos Desportos, nos jardins do demolido Palácio de Cristal, ambos no Porto, a sua habitação própria em Valbom, Gondomar, uma residência paroquial em Oliveira do Hospital, habitações para bombeiros voluntários, em Leça da Palmeira, uma pousada em Bragança, um prédio na Foz do Douro, a Central Térmica do Douro ou da Tapada do Outeiro, a cadeia do Sabugal, a Estação Fronteiriça de Valença, blocos residenciais, habitações individuais, etc.
A partir de 1960, trabalhou sempre em associação com o arquiteto Luís Pádua Ramos. Com ele e com o Arq.º Luís Cunha, obteve o 1.º Prémio no Concurso de Anteprojetos para uma Colónia de Férias de 1300 pessoas. Nessa época, projetou a moradia para o pintor Júlio Resende, em Gondomar, o Hotel D. Henrique no Porto, o mercado de Barcelos, vários edifícios habitacionais na cidade de Aveiro e um conjunto habitacional no antigo campo do Luso no Porto.
Participou na 1.ª Bienal de São Paulo e no Congresso da U.I.A., em Lisboa, e obteve Menção Honrosa na Exposição de Arte dos Jogos Olímpicos de Verão de 1952, em Helsínquia.
Na década de 1970 trabalhou em vários projetos em regime de coautoria: o Conservatório Regional de Aveiro, edifícios da UAP, no Porto; uma agência bancária em Braga e a Igreja de Valbom.
Com projeto dos anos 80, mas com inauguração em 1991, concebeu também o Fórum da Maia. José Carlos Loureiro fez ainda o Plano de Urbanização da cidade de Barcelos, para onde projetou também o edifício do Tribunal.
Foi membro da Organização de Arquitectos Modernos.